# Carmelo Camet
Carmelo Félix Camet, född 29 oktober 1904 i Paris, död 22 juli 2007 i Buenos Aires, var en argentinsk fäktare.
Camet blev olympisk bronsmedaljör i florett vid sommarspelen 1928 i Amsterdam.